# Sicydium gymnogaster
Sicydium gymnogaster es una especie de pez de la familia de los Gobiidae en el orden de los Perciformes.

## Hábitat
Es un pez de clima tropical y demersal.

## Distribución geográfica
Se encuentran en Centroamérica: ríos de la vertiente atlántica desde Misantla ( Veracruz, México) hasta Honduras.

## Observaciones
Es inofensivo para los humanos.